# Нові Бутовиці (станція метро)
50°03′03″ пн. ш. 14°21′07″ сх. д. / 50.05083° пн. ш. 14.35194° сх. д.
Нові Бутовиці (чеськ. Nové Butovice) — станція Празького метрополітену. Розташована між станціями «Гурка» та «Їноніце».
Станція була відкрита 26 жовтня 1988 року у складі пускової дільниці лінії B «Сміховське надражі»—«Нові Бутовиці». Раніше станція називалася «Дукельська». З 26 жовтня 1988 по 11 листопада 1994 року станція була кінцевою.
Конструкція станції: однопрогінна (глибина закладення: 5,3 м) з однією острівною платформою. За станцією розташовані два оборотних тупика.
Біля станції розташовані автовокзал, адміністративний центр і житлові будинки.